# Škoda Kamiq

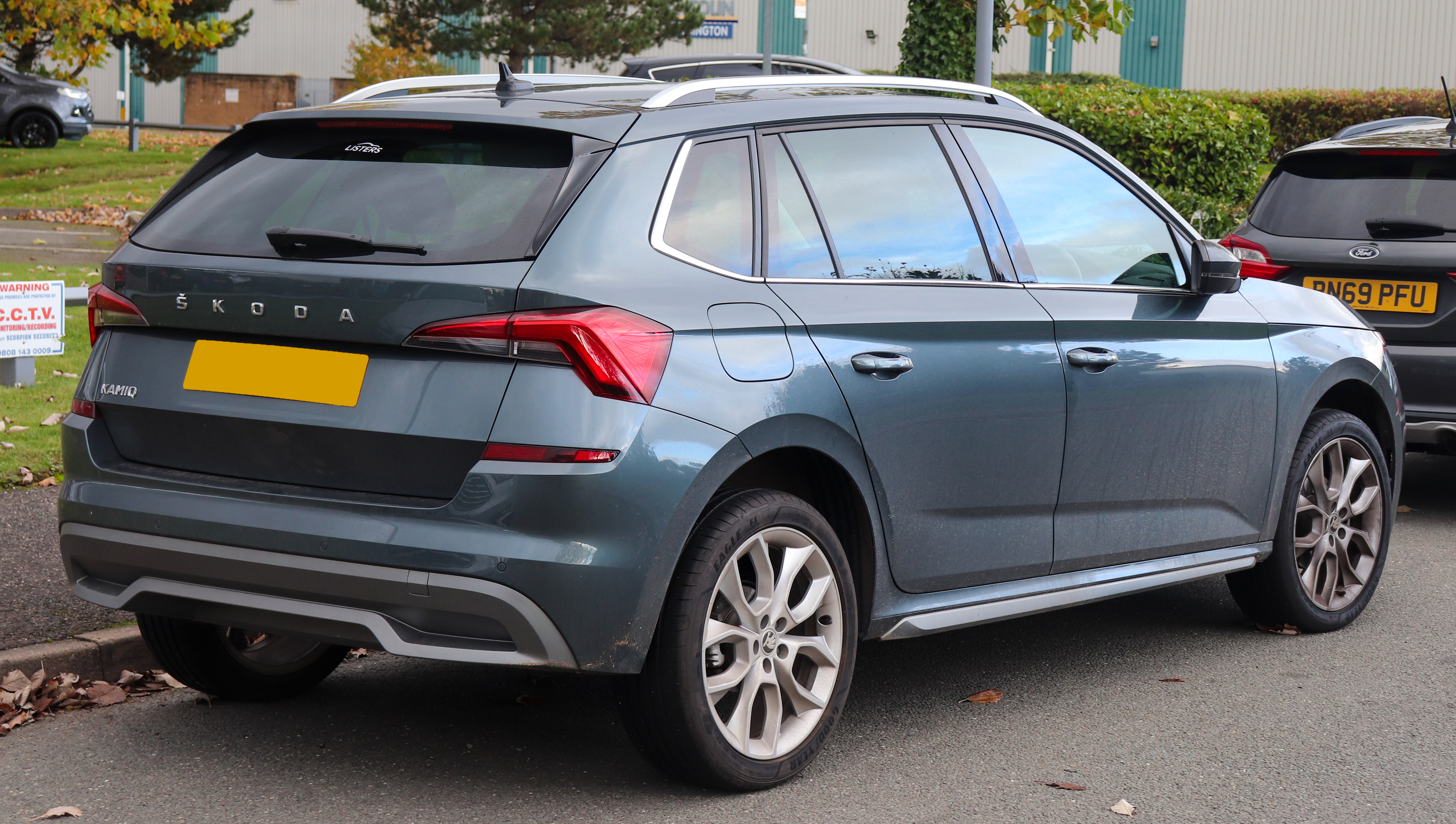
Vista trasera del Škoda Kamiq

El Škoda Kamiq es un automóvil todocamino del segmento B que la marca checa Škoda lanzó al mercado en el año 2019. Es un cinco plazas con motor delantero transversal, tracción delantera y carrocería de cinco puertas. Es el todocamino más pequeño de Škoda, ubicándose por debajo del Škoda Karoq. El nombre Kamiq proviene del idioma inuit y significa "que encaja perfectamente".
El Kamiq se produce en la fábrica principal de Škoda en Mladá Boleslav (República Checa). Utiliza la plataforma MQB A0 del Grupo Volkswagen, compartida con el Volkswagen Polo VI, el Volkswagen T-Cross, el SEAT Arona y el Škoda Scala. Tiene entre sus rivales al Citroën C3 Aircross, Ford Puma, Fiat 500X, Honda HR-V, Hyundai Kona, Kia Stonic, Opel Crossland X, Opel Mokka, Mazda CX-3, Mini Countryman, Nissan Juke, Peugeot 2008 y Renault Captur, además del T-Cross y el Arona.
El modelo se presentó como automóvil conceptual en el Salón del Automóvil de Ginebra de 2018 con el nombre Vision X. La versión de producción se exhibió por primera vez en el Salón de Ginebra de 2019.
Los motores gasolina del Kamiq son un tres cilindros de 1,0 litros, disponible en versiones de 95 y 110 CV, y un cuatro cilindros de 1,5 litros y 150 CV. También se ofrece un tres cilindros de 1,0 litros y 90 CV apto para gasolina y gas natural comprimido. En tanto, el único motor Diesel es un cuatro cilindros de 1,6 litros y 115 CV.
La caja de cambios es manual de cinco o seis marchas, o bien automática de doble embrague de siete de marchas, según la motorización.
El Kamiq obtivo las cinco estrellas en la prueba de choques Euro NCAP, con 96% de prodección a pasajeros adultos, 85% a pasajeros infantiles, 80% de protección a peatones, y 76% de tecnologías de seguridad activa.